# Viktor Nastashevskyi
Viktor Nastashevskyi (en ucraniano: Віктор Насташевський; Karaganda, RSS de Kazajistán, 10 de agosto de 1957-1 de enero de 2025) fue un futbolista ucraniano que jugó en la posición de delantero.

## Carrera

### Club
| Periodo   | Club                  |
| --------- | --------------------- |
| 1974-1976 | FC Dynamo Kiev        |
| 1977      | FC Shakhtar Donetsk   |
| 1978-1985 | SKA Kiev              |
| 1985      | FC Kolos Nikopol      |
| 1986-1987 | FC Kryvbas Kryvyi Rih |
| 1988-1991 | Miedz Legnica         |

### Selección nacional
Jugó para la selección sub-20 en siete ocasiones en 1976 y anotó siete goles; y ganó el Campeonato Europeo Sub-18 1976 en Hungría.

## Logros

### Club
- Primera Liga Soviética (2): 1974, 1975
- Copa de la Unión Soviética (1): 1974
- Liga Soviética de Ucrania (2): 1980, 1983

### Selección nacional
- Campeonato Europeo Sub-18 (1): 1976

### Individual
- Goleador de la Liga Soviética de Ucrania en 1983.